# یوری یوزباشیان
یوری واغارشاکی یوزباشیان (ارمنی: Յուրի Վաղարշակի Յուզբաշյան؛ زادهٔ ۱۱ سپتامبر ۱۹۳۵) موسیقی‌دان و رهبر ارکستر اهل ارمنستان است.

## زندگی‌نامه
وی در ۱۱ سپتامبر ۱۹۳۵ در گوریس به دنیا آمد و از کالج دولتی موسیقی رومانوس ملیکیان و کنسرواتوار دولتی کومیتاس ایروان (۱۹۶۴) فارغ‌التحصیل گشت. وی در دانشگاه دولتی علوم پرورشی خاچاطور آبوویان ارمنستان فعالیت می‌کرد. وی برنده جوایزی همچون مدال موسس خورناتسی و آموزگار شایسته جمهوری ارمنستان است.